# 631 (numero)
Seicentotrentuno (631) è il numero naturale dopo il 630 e prima del 632.

## Proprietà matematiche
- È un numero dispari.
- È un numero difettivo.
- È un numero primo.
  - È un primo cubano.
- È il 21° numero triangolare centrato.
- È un numero esagonale centrato.
- È un numero poligonale centrale.
- È un numero fortunato.
- È un numero palindromo nel sistema di numerazione posizionale a base 18 (1H1).
- È un numero congruente.

## Astronomia
- 631 Philippina è un asteroide della fascia principale del sistema solare.
- NGC 631 è una galassia ellittica della costellazione dei Pesci.

## Astronautica
- Cosmos 631 è un satellite artificiale russo.